# Mantispa tenella
Mantispa tenella är en insektsart som beskrevs av Wilhelm Ferdinand Erichson 1839. Mantispa tenella ingår i släktet Mantispa och familjen fångsländor. Inga underarter finns listade i Catalogue of Life.